# 80 Leonis
80 Leonis, eller KV Leonis, är en pulserande variabel av Gamma Doradus-typ (GDOR) i stjärnbilden Lejonet.
80 Leonis varierar mellan visuell magnitud +6,34 och 6,37 med en period av 0,45286 dygn eller 10,869 timmar. Den befinner sig på ett avstånd av ungefär 180 ljusår.